# ザ・グルームズメン: セカンド・チャンスィズ
『ザ・グルームズメン: セカンド・チャンスィズ』（The Groomsmen: Second Chances）は、2024年のアメリカ合衆国のロマンティック・コメディ映画。
監督はロン・オリヴァー、出演はジョナサン・ベネットとアレクサンダー・リンカーンなど。
親友の婚約をきっかけに、その親友への恋愛感情に気付いてしまったプロ野球チームのコーチを描いている。
「異なる背景、文化、性的指向」を持つ3人の親友同士の男性の生活と恋愛関係を、3人がそれぞれ、ギリシャ、イタリア、ブルガリアで愛を見つけるさまとともに描いたロマンティック・コメディ映画シリーズ『The Groomsmen』三部作の第2弾として2024年10月24日からホールマーク+で配信された。
2025年3月27日に発表された第36回（2024年度）GLAADメディア賞で最優秀映画賞（配信・テレビ作品部門）を受賞した。
日本では2025年5月時点で劇場公開はされておらず、ソフト化も配信もされていないため、本記事のタイトル「ザ・グルームズメン: セカンド・チャンスィズ」は日本語タイトルではなく、原題「The Groomsmen: Second Chances」のカナ表記である。

## ストーリー
結婚式からウェディングドレス姿のまま逃げ出したエリザベスは、追って来た3人の花婿介添人（グルームズマン）をパブの店主ケイトに追い払ってもらうと、しばらく匿って欲しいと頼む。匿う代わりに結婚式から逃げ出した理由を聞かせて欲しいというケイトにエリザベスは、ある結婚物語を語り出す。
元プロ野球選手で今はコーチとして活躍しているダニーは、野球以外のことには無頓着で、面倒なことは全てビジネスマネージャのザックに任せきりである。何事も大雑把で楽天的なダニーと慎重で真面目なザックは対照的な性格だが、互いの恋愛について報告し合うほど仲の良い親友同士である。ダニーの古くからの親友で、2人をよく知るジャクソンとピートはダニーに「ザックと付き合えばいい」と言うが、ダニーは「ザックとはお互いにそんな気持ちはなく、ただの友人だ」と答える。そんなある日、ザックが最近付き合い始めた恋人のノーランと別れたと知ったダニーは、別れた理由がザックのプロポーズをノーランが断ったためと知ると、自分がザックに対して恋愛感情を抱いていることに気付く。ジャクソンとピートの後押しもあり、ダニーはザックに自分の気持ちを伝えようとするが、ザックがノーランと復縁し、結婚することになったと聞かされる。ショックを受けながらも祝福するダニーに、ザックは介添人（ベストマン）になって欲しいと頼む。さらに、仕事で多忙なため結婚式の準備ができないノーランに代わってダニーがザックと結婚式の準備を進めることになる。結婚式は、ザックの希望で、かつて仕事でダニーと行ったことのあるギリシャのワイナリーで行なうことになる。はじめのうち、ダニーは親友のためと冷静に結婚式の準備を進めていたが、2人切りで過ごすことが多くなったために、ザックへの想いを抑え切れなくなる。しかし、ザックがノーランと確かに愛し合っていることを知ったジャクソンとピートは、大事な親友を失いたくなければ自分の本当の気持ちをザックに伝えてはいけないとダニーに釘を刺す。
結婚式の2週間前にザックはノーランとギリシャに向かう予定だったが、ノーランは新たな重要な仕事のために結婚式の前日に現地入りすることになり、結局、ザックは1人でギリシャに向かうことになる。そんなザックを複雑な想いでダニーは見送る。結婚式の準備はほぼ完了していたはずだったのだが、ギリシャに着いたザックは、現地での手配を全て取り仕切っていたワイナリーが廃業していたことを知る。挙式が完全に白紙となり、慌ててダニーに電話すると、ダニーは試合があるにもかかわらず、ザックのもとに駆けつける。そしてジャクソンからの紹介で地元のYouTuberで料理研究家のオフィーリアの協力を得た2人は、彼女の元夫で花屋のコンスタンティノスのコネのおかげで何とか新たな会場を見つけ、予定通りの日程で結婚式を執り行えることになる。一から改めて結婚式の手配をやり直すことになった2人だったが、この騒動によって2人の距離は一段と近づき、式の2日前の夜、2人は互いに自然にキスを交わしそうになる。ところが、すんでのところで、予定を早めて現地入りしたノーランが現れ、2人は何事もなかったかのように振る舞う。こうして、ダニーはザックも自分と同じ気持ちだと知る。翌日、ダニーはザックに前夜のことを話し合おうと提案するが、ザックはノーランとの結婚を今さらやめることはできないと拒絶する。するとダニーは、かけがえのない親友であるザックを失いたくないと、自分の気持ちを抑えようとする。しかし、その夜、ジャクソンとピートの後押しもあり、自分の正直な気持ちをザックにぶつけるが、ザックは複雑な表情を浮かべながらも、はっきりと断る。
結婚式当日、ザックはノーランとの間に埋めようのない溝があることを改めて実感する。一方、ダニーは式場に姿を見せず、崖で海を見ていた。そこにダニーを探していたジャクソンとピートが現れ、ダニーを慰める。すると、そこにザックが現れ、正直な気持ちをダニーにぶつけると2人は互いに愛を告白し、キスを交わす。そして以前はザックが嫌がった崖からのジャンプを2人で手を繋いで実行する。
それから1年後、ギリシャの同じ場所で結婚式が執り行われる。実は1年前の結婚式当日、ザックがノーランに結婚できないことを告げると、ノーランは動揺しつつも受け入れ、2人は円満に別れていたのである。さらに、その後ノーランは別の人と結婚して今は4人の子供がいることが語られる。
ダニーとザックの結婚式は家族や友人たちが見守る中で執り行われ、2人は涙ながらに互いへの愛を語り、正式に「夫夫（ふうふ）」となる。
エリザベスはこの結婚物語から「時に愛は目の前にあり、必要なのは目を開けて、それを見ることだけ」と学んだと語る。しかしケイトはハッピーエンドの物語に感動しつつも、これだけではエリザベスの行動の理由は説明できないと言う。エリザベスは婚約者を愛しているとしながらも、自分の行動の理由を説明するには、もう1つ別のラブストーリーを話す必要があると答える。

## キャスト
- ダニー: ジョナサン・ベネット（英語版） - プロ野球チームのコーチ。
- ザック: アレクサンダー・リンカーン - ダニーのビジネスマネージャで親友。
- ジャクソン: タイラー・ハインズ（英語版） - ダニーの親友。ソーシャルメディアエージェント[1]。
- ピート: B・J・ブリット（英語版） - ダニーの親友。小児科医。
- エリザベス: リリー・ドッズワース＝エヴァンス - 花嫁姿で逃げて来た若い女性。
- ケイト: アニー・バード - エリザベスを匿ったパブの店主。
- オフィーリア: スー・ケルヴィン - ギリシャのYouTuber。料理研究家。
- コンスタンティノス: アンドレアス・カラス - オフィーリアの元夫。花屋。
- ベティ: クロエ・ラファエル - ジャクソンの1人娘。
- ノーラン: アダム・リス＝チャールズ - ザックの婚約者。検察官。
- マイロ: オリヴァー・ショウ - ベティの男友達。
- ハンナ: エリザベス・ウォートレット - ダニーの妹。ワイアットと結婚。
- チェルシー: ヘザー・ヘメンズ（英語版） - ピートの妻。医師。

## 製作
主演とともに製作総指揮も務めたジョナサン・ベネットは、自身の「実生活での友人グループ」がこの3部作のプロットにインスピレーションを与えていると語っており、実際、彼が演じたダニーと同様、ベネットもゲイであり、異性愛者の親友が2人いる。また、ゲイのキャラクターはファッションデザイナーなど、何らかのステレオタイプに設定されることが多い中、「元MLB投手でコーチになったダニーの物語を描くことは、多くの映画で見られるような異性愛を規範とするストーリー展開を打ち破ることなんだ。」と語っている。

## 作品の評価

### 映画批評家によるレビュー
Deciderのリズ・コカンは「『The Groomsmen』シリーズ第2作の結末は完全に予想通りだが、この映画はハッピーエンドに値するものであり、他のほとんどの恋愛映画よりも真剣で感動的な作品に感じられる。」と高く評価している。

### 受賞歴
| 賞              | 日付          | 部門                                 | 対象者 | 結果 | 参照        |
| --------------- | ------------- | ------------------------------------ | ------ | ---- | ----------- |
| GLAADメディア賞 | 2025年3月27日 | 最優秀映画賞（配信・テレビ作品部門） |        | 受賞 | [ 3 ] [ 4 ] |